# Nagaokakyō, Kyōto
Nagaokakyō (長岡京市 Nagaokakyō-shi) là một thành phố thuộc phủ Kyōto, Nhật Bản.